# Ciclismo nos Jogos Olímpicos de Verão de 2016 - Estrada contra o relógio feminino
A prova de estrada contra o relógio feminino do ciclismo nos Jogos Olímpicos de Verão de 2016 foi disputada em 10 de agosto com largada e chegada na Praia do Pontal com um percurso de 54,56 km.

## Calendário
Horário local (UTC-3)
| Dia          | Horário | Fase      |
| ------------ | ------- | --------- |
| 10 de agosto | 10:00   | Largada   |
| 10 de agosto | 13:15   | Cerimônia |

## Medalhistas
| Ouro   | USA Kristin Armstrong    |
| Prata  | RUS Olga Zabelinskaya    |
| Bronze | NED Anna van der Breggen |

## Resultados

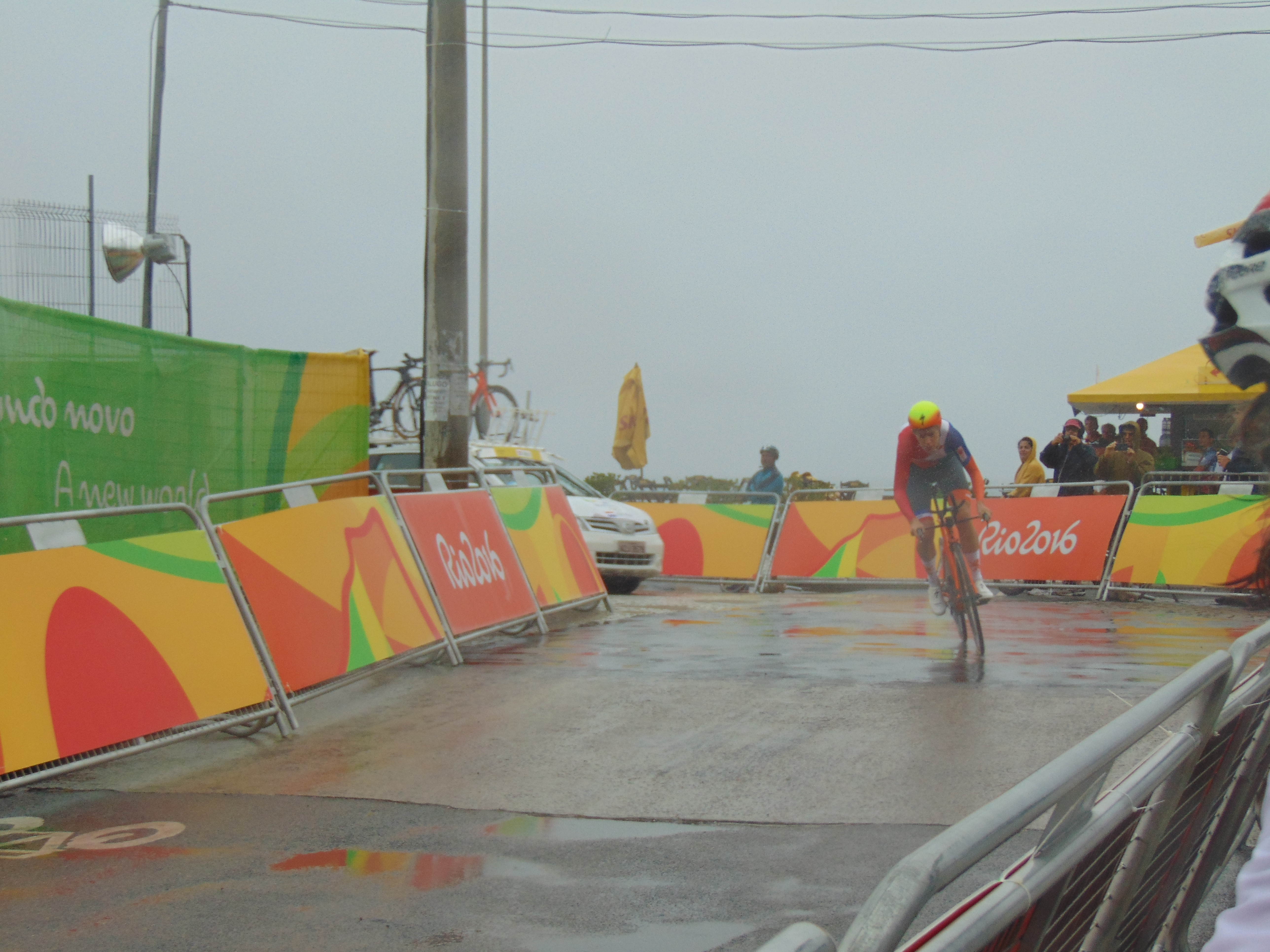
Ellen van Dijk, dos Países Baixos, finalizou em quarto lugar após dificuldades devido as condições climáticas.

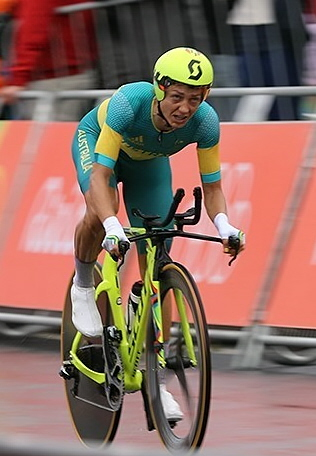
Australiana Katrin Garfoot durante a prova, onde terminou em 11º lugar.

| Pos.              | No. | Ciclista             | CON                | Tempo    |
| ----------------- | --- | -------------------- | ------------------ | -------- |
| Medalha de ouro   | 1   | Kristin Armstrong    | USA Estados Unidos | 44:26.42 |
| Medalha de prata  | 5   | Olga Zabelinskaya    | RUS Rússia         | 44:31.97 |
| Medalha de bronze | 3   | Anna van der Breggen | NED Países Baixos  | 44:37.80 |
| 4                 | 7   | Ellen van Dijk       | NED Países Baixos  | 44:48.74 |
| 5                 | 9   | Elisa Longo Borghini | ITA Itália         | 44:51.94 |
| 6                 | 2   | Linda Villumsen      | NZL Nova Zelândia  | 44:54.71 |
| 7                 | 18  | Tara Whitten         | CAN Canadá         | 45:01.16 |
| 8                 | 4   | Lisa Brennauer       | GER Alemanha       | 45:22.62 |
| 9                 | 11  | Katrin Garfoot       | AUS Austrália      | 45:35.03 |
| 10                | 6   | Evelyn Stevens       | USA Estados Unidos | 46:00.08 |
| 11                | 16  | Alena Amialiusik     | BLR Bielorrússia   | 46:05.73 |
| 12                | 10  | Ashleigh Moolman     | RSA África do Sul  | 46:29.11 |
| 13                | 14  | Karol-Ann Canuel     | CAN Canadá         | 46:30.93 |
| 14                | 15  | Emma Pooley          | GBR Grã-Bretanha   | 46:31.98 |
| 15                | 22  | Eri Yonamine         | JPN Japão          | 46:43.09 |
| 16                | 12  | Trixi Worrack        | GER Alemanha       | 46:52.77 |
| 17                | 20  | Lotta Lepistö        | FIN Finlândia      | 47:06.52 |
| 18                | 17  | Katarzyna Niewiadoma | POL Polônia        | 47:47.96 |
| 19                | 25  | Anna Plichta         | POL Polônia        | 47:59.66 |
| 20                | 8   | Hanna Solovey        | UKR Ucrânia        | 48:03.35 |
| 21                | 24  | Lotte Kopecky        | BEL Bélgica        | 48:09.86 |
| 22                | 23  | Christine Majerus    | LUX Luxemburgo     | 48:16.17 |
| 23                | 13  | Ann-Sophie Duyck     | BEL Bélgica        | 48:17.60 |
| 24                | 19  | Audrey Cordon        | FRA França         | 49:32.87 |
| 25                | 21  | Vita Heine           | NOR Noruega        | 50:23.39 |